# Kristiāns Grīnblats
Kristiāns Grīnblats (ros. Кристиан Людвигович Гринблат, ur. 1891 w guberni kurlandzkiej, zm. 22 października 1939 w Irkucku) – radziecki działacz państwowy i partyjny narodowości łotewskiej.

## Życiorys
W 1911 wstąpił do SDPRR, 1912 został aresztowany i zwolniony, 1915-1917 służył w rosyjskiej armii na froncie I wojny światowej. W 1917 został ranny, leczył się w Kursku i guberni charkowskiej, 1917–1918 pracował w rejonowym wymiarze sprawiedliwości w Moskwie, 1918–1919 był komisarzem dowódczych kursów kawaleryjskich Armii Czerwonej w Twerze. W 1918 był kursantem 1 Moskiewskich Kursów Dowódczych Armii Czerwonej, 1919 kierownikiem Wydziału Agitacyjno-Propagandowego Komitetu Miejskiego RKP(b) w Twerze, 1920-1921 komisarzem i tymczasowym p.o. naczelnika Twerskich Dowódczych Kursów Kawaleryjskich Armii Czerwonej, 1921 komisarzem i tymczasowym p.o. naczelnika Orłowskich Dowódczych Kursów Kawaleryjskich Armii Czerwonej oraz szefem Wydziału Politycznego Zarządu Wyższych Uczelni Orłowskiego Okręgu Wojskowego. Od 1922 do grudnia 1923 był szefem Orłowskiego Gubernialnego Oddziału GPU, od grudnia 1923 do lipca 1924 przewodniczącym Komitetu Wykonawczego Orłowskiej Rady Gubernialnej, od lipca 1924 do listopada 1925 sekretarzem odpowiedzialnym Orłowskiego Gubernialnego Komitetu RKP(b), a 1925-1927 słuchaczem kursów marksizmu przy Centralnym Komitecie Wykonawczym (CIK) ZSRR. W latach 1927–1928 był sekretarzem odpowiedzialnym Akmolińskiego Gubernialnego Komitetu WKP(b), 1928-1929 sekretarzem odpowiedzialnym Kzył-Dżarskiego/Pietropawłowskiego Komitetu Okręgowego WKP(b), a 1929-1931 kierownikiem Sektora Radzieckich Kadr Administracyjnych Wydziału Organizacyjno-Dystrybucyjnego KC WKP(b), 1931-1933 studiował w Instytucie Czerwonej Profesury Ekonomii Światowej i Gospodarki Światowej. Od 1929 do stycznia 1930 był zastępcą kierownika Wydziału Organizacyjno-Dystrybucyjnego KC WKP(b), od stycznia 1930 do 1931 zastępcą kierownika Wydziału Dystrybucji Kadr Administracyjno-Gospodarczych i Związkowych KC WKP(b), a 1933-1937 pełnomocnikiem Centralnej Państwowej Komisji ds. Określania Plonów przy Radzie Komisarzy Ludowych ZSRR na Kraj Wschodniosyberyjski. Do listopada 1937 był pełnomocnikiem Centralnej Państwowej Komisji ds. Określania Plonów przy Radzie Komisarzy ZSRR na obwód irkucki i jednocześnie od września do listopada 1937 p.o. szefa Irkuckiego Obwodowego Oddziału Rolnego.
20 listopada 1937 został aresztowany, zmarł w irkuckim więzieniu.